# I. e. 309
Évszázadok: i. e. 5. század – i. e. 4. század – i. e. 3. század
Évtizedek: i. e. 350-es évek – i. e. 340-es évek – i. e. 330-as évek – i. e. 320-as évek – i. e. 310-es évek – i. e. 300-as évek – i. e. 290-es évek – i. e. 280-as évek – i. e. 270-es évek – i. e. 260-as évek – i. e. 250-es évek
Évek: i. e. 314 – i. e. 313 – i. e. 312 – i. e. 311 –  i. e. 310 – i. e. 309 – i. e. 308 – i. e. 307 – i. e. 306 – i. e. 305 – i. e. 304

## Események

### Makedón Birodalom
- Kasszandrosz meggyilkoltatja a birodalom kiskorú névleges uralkodóját, IV. Alexandroszt és anyját, Rhóxanét (Nagy Sándor özvegyét), akiket már évek óta fogságban tart.
- Antigonosz megpróbálja megújítani szövetségét a birodalom korábbi régensével Polüperkhónnal (aki még mindig uralma alatt tartja a Peloponnészosz néhány városát) és elküldi hozzá Nagy Sándor törvénytelen fiát, Héraklészt.

- Polüperkhón Héraklészt kiáltja ki a birodalom jogos uralkodójának, összegyűjt egy húszezres sereget és Kasszandrosz ellen vonul. Kasszandrosz tárgyalásokba kezd, felajánl neki egy hadvezéri posztot és a Peloponnészosz kormányzóságát. Polüperkhón kiegyezik vele és meggyilkoltatja Héraklészt és anyját, Barszinét.
- Ptolemaiosz maga vezeti azt a flottát, amellyel elfoglalja az Antigonosz által uralt Lükiát és Káriát Kis-Ázsiában.
- Meghal II. Kleomenész spártai király; utóda unokája, I. Areusz.
- Athénban népszámlálást tartanak. A városnak 21 ezer polgárát, 10 ezer külföldi és 400 ezer egyéb lakóját (nők, gyerekek, rabszolgák) számlálják össze.

### Észak-Afrika
- Karthágó névleges királya, Bomilcar megpróbálja átvenni a tényleges hatalmat a vének tanácsától. Próbálkozása elbukik és Karthágó formálisan is köztársasággá alakul át.
- A szürakuszai Agathoklész, aki a punok által ostromolt városát próbálja felmenteni azzal, hogy karthágói területeket dúl fel Észak-Afrikában, szövetséget köt Kürenaika kormányzójával, Ophellasszal, megígérve neki minden meghódított területet. Ophellasz sereget gyűjt és Karthágóhoz vonul.

### Róma
- Ebben az évben nem választanak új consult, Lucius Papirius Cursor dictatorként vezeti a rómaiakat a szamnisz háborúban. A dictator nagy győzelmet arat és diadalmenetet tart Rómában.
- Az etruszkok elleni háborút vezető előző évi consul, Quintus Fabius Maximus Rullianus legyőzi a fegyverszünetet megszegő Perusia seregét, amely ezután hajlandó római helyőrséget befogadni a városba. Fabius is diadalmenetet tarthat.[1]

## Halálozások
- IV. Alexandrosz makedón király
- II. Kleomenész spártai király
- Héraklész, Nagy Sándor fia
- Ptolemaiosz, makedón hadvezér, Antigonosz unokaöccse
- Rhóxané, Nagy Sándor felesége
- Barsziné, Nagy Sándor szeretője

## Fordítás
- Ez a szócikk részben vagy egészben  a(z)   309 BC című angol Wikipédia-szócikk ezen változatának fordításán alapul.  Az eredeti cikk szerkesztőit annak laptörténete sorolja fel. Ez a jelzés csupán a megfogalmazás eredetét és a szerzői jogokat jelzi, nem szolgál a cikkben szereplő információk forrásmegjelöléseként.